# Zīzār
Zīzār (persiska: زيزار, زايزار, زای زار, Zī Zār, زی زار, Zāy Zār) är en ort i Iran.   Den ligger i provinsen Bushehr, i den centrala delen av landet, 800 km söder om huvudstaden Teheran. Zīzār ligger 40 meter över havet och antalet invånare är 121.
Terrängen runt Zīzār är platt åt nordost, men åt sydväst är den kuperad. Runt Zīzār är det glesbefolkat, med 15 invånare per kvadratkilometer. Närmaste större samhälle är Rūstā-ye Sālemābād, 18,0 km väster om Zīzār. Trakten runt Zīzār är ofruktbar med lite eller ingen växtlighet.